# Піраллахи (острів)
Піраллахи (азерб. Pirallahi, колишня назва — о́стрів Арте́ма) — острів Апшеронського архіпелагу у Каспійському морі поблизу Баку. З Апшеронським півостровом з'єднаний дамбою, по якій проходить електрифікована залізниця. Площа приблизно 10 км². Розробка нафтових покладів. На острові розташоване селище Піраллахи.